# Carl-Gunnar Åhlén
Carl-Gunnar Åhlén, född 3 september 1938, är en svensk musikjournalist och musikvetare.
Åhlén var 1965-2010 verksam som journalist på Svenska Dagbladet. År 1967-1974 var han ordförande för Ljudtekniska sällskapet, 1970-1975 sekreterare för den svenska sektionen av ISCM . Han disputerade 1987 på avhandlingen Tangon i Europa - en pyrrusseger? Från 1991 leder Åhlén skivantologin på Caprice - "Collectors classics"  i vilken hittills publicerats sexton volymer.

## Ledamotskap
- Kungliga Musikaliska Akademien[2]

### Böcker
- Det mesta om tango: [en bok med musik]. Stockholm: Sv. dagbl. 1984. Libris 7664141. ISBN 91-7738-034-7 (inb.)
- Tangon i Europa, en pyrrusseger?: studier kring mottagandet av tangon i Europa och genrens musikaliska omställningsprocess = [The tango in Europe, a pyrrhic victory?] : [studies on how the tango was received in Europe]. Skrifter från Musikvetenskapliga institutionen, Göteborg, 0348-0879 ; 11 [dvs 13]. Stockholm: Proprius. 1987. Libris 8370442. ISBN 91-7118-594-1 (inb.)
- Jón Leifs: kompositör i motvind. Stockholm: Atlantis. 2002. Libris 8417804. ISBN 91-7486-596-X (inb.)

### Texter till vinylskivor
- Från Musikaliska inrättningen till symfoniorkestern Norrköping: Norrköpings orkesterförenings historia. Norrköping: Norrköpings orkesterfören. 1987. Libris 716103
- Åhlén, Carl-Gunnar (1977). Operan - Röster från Stockholmsoperan under 100 år - Operasång på svenska. Stockholm: Kungliga teatern
- Från museum till musikinstitution: Drottningholms slottsteater 1922-1992 = From museum to music institution : Drottningholm Court Theatre 1922-1992. Stockholm: Caprice Records. 1993. Libris 1809161
- Åhlén Carl-Gunnar, Aulin Tor, Stenhammar Wilhelm, red (1995). Livsresa med violinen: en kartläggning av Henri Marteaus insatser för musiken i Sverige : med konsertförteckning och valda Aulin- och Stenhammarbrev ur Marteausamlingen i München. Stockholm: C.-G. Åhlén. Libris 7450439. ISBN 91-630-3169-8
- Friedrich Mehler 100 år: jubileumsskrift. Stockholm: Svenska rikskonserter. 1996. Libris 2183645
- Father David and his Bach David Åhlén conducts St. Matthew Passion in Swedish. Collector's classics ; 8:1-2The choirs of Sweden/Körer i Sverige. Stockholm: Caprice Records. 2000. Libris 3109332

### Skivutgåvor
- Stockholms filharmoniska orkester 75 år 1914-1989 (Stockholm Philharmonic Orchestra 75 years - 1914-1989). BIS CD-421/424. 1988. Libris 9179144
- Äldre svenska stråkkvartetter (Memorable Swedish string quartets). Collector's classics ; 1:1-5. Stockholm: Caprice CAP 21506. 1991. Libris 1565617
- Norrköping Symphonic Orchestra (Welser-Möst, Panula, Rybrant, Andrén). Malmö Audioproduktion MAP CD 9134. 1991
- Rosenberg plays Rosenberg (Hilding Rosenberg). Collector's classics ; 2:1-3. Stockholm: Caprice CAP 21510. 1992. Libris 1545556
- Drottningholms slottsteater 1922-1992. Collector's classics ; 3:1. Stockholm: Caprice CAP 21512. 1993. Libris 1662296
- "Berwald × 2"- Dirigenten som förmedlare Berwald, Tor Mann, Sten Broman (Berwald x 2 - Conductors as mediators, Tor Mann and Sten Broman ). Collectors classics ; 4:1. Stockholm: Caprice CAP 22032. 1993. Libris 1854775
- "Frumerie spelar Frumerie" (Frumerie plays Frumerie). Collector's Classics. Pianister ; 5:1-3. Stockholm: Caprice CAP 21535. 1997. Libris 2452674
- Alfvén conducts Alfvén. Stockholm: A Phono Suecia PSCD 109. 1997. Libris 2463365
- John Fernström utan mask. Malmö: dB Produktion. 1997. Libris 11553091
- John Forsell - den siste sångarfursten (John Forsell - the last singing despot). Collector's classics ; 6:1-4. Stockholm: Caprice CAP 21586. 1998. Libris 2575655
- Henri Marteau - The Swedish pupils and colleagues of Henri Marteau. The string players/Stråkmusik Collector's classics ; 7:1-4. Stockholm: Caprice CAP 21620. 1999. Libris 2867481
- Father David and his Bach - St. Mathews Passion conducted by David Åhlén. Collector's classics ; 8:1-2. Stockholm: Caprice CAP 22025. 2000
- Swedish tongues - Anthology of choirs 1900-1950, Choirs of Sweden. Collector's classics ; 9:1-5. Stockholm: Caprice CAP 21630. 2002. Libris 8741365
- Blomdahl dirigerar Blomdahl (Karl-Birger Blomdahl). Collector's classics ; 10. Stockholm: Caprice CAP 21697. 2003. Libris 9197455
- Orphei Drängar - OD Antiqua. Collector's classics ; 11:1-4. Stockholm: Caprice CAP 21710. 2005
- Vintage Wirén - Dag Wirén. Collector's classics. Stockholm: Caprice CAP 21761. 2005
- Carl Nielsen's prophet in Sweden - Tor Mann (4 CD). Köpenhamn, Danmark: Danacord DACOCD 627-630. 2005
- Gramophone 1899 The first Gramophone Recordings in Sweden. Mediehistoriskt arkiv, 1654-6601 ; 2. Stockholm: Sterling CDB 1700-1-2. 2006. Libris 10154561
- Vadstena-Akademien Forty summers of opera – Opera under fyrtio somrar. Malmö: dB Produktion. 2007. Libris 1
- Ur Iduns skafferi - Ett urval av Axel Klinckowströms fonocylindrar 1899-1912. Mediehistoriskt arkiv 4. Stockholm: Sterling CDB 1702-2. 2007
- Václav Talich - Live 1939 /Václav Talich Live 1939. Prag, Tjeckien: Czech Philharmonic Orchestra, CPO 0002-2032. 2009